# Lucilla Bassotti
Lucilla Bassotti, nota come Lucilla Bassotti Rizza, (1934 – 19 febbraio 2019) è stata una matematica italiana.

## Biografia
Moglie di Giovanni Battista Rizza, insegnò analisi matematica all'Università di Parma e alla facoltà d'ingegneria dell'Università La Sapienza di Roma, e collaborò a livello scientifico con Mauro Picone e Gaetano Fichera, facendo ricerca sull'elastostatica lineare; è stata presidente del Soroptimist Club di Parma (1997-1999).
Nel 1986 vinse il Premio Feltrinelli per la matematica.